# Ricky Valance
Ricky Valance, nome artístico de Dave Spencer (Ynysddu, 10 de abril de 1936 – 12 de junho de 2020) foi um cantor britânico, mais conhecido pelo single "Tell Laura I Love Her", que alcançou o primeiro lugar da UK Singles Chart em 1960.
Morreu no dia 12 de junho de 2020 de demência.

## Singlesbritânicos

### Columbia
- DB4493 - "Tell Laura I Love Her" / "Once Upon a Time" (1960)
- DB4543 - "Movin' Away" / "Lipstick on Your Lips" (1960)
- DB4586 - "Jimmy's Girl" / "Only the Young" (1961)
- DB4592 - "Why Can't We" / "Fisherboy" (1961)
- DB4680 - "Bobby" / "I Want to Fall in Love" (1961)
- DB4725 - "I Never Had a Chance" / "It's Not True" (1961)
- DB4787 - "Try to Forget Her" / "At Times Like These" (1962)
- DB4864 - "Don't Play No.9" / "Till the Final Curtain Falls" (1962)

### Decca
- F12129 - "Six Boys" / "Face in the Crowd" (1965)

### Crystal
- CR7004 - "My Summer Love" / "Abigail" (1969) (como Jason Merryweather)